# João de Rila
João de Rila (em búlgaro:  Иван Рилски - Ivan Rilski), também chamado de Ivã de Rila, foi o fundador do Mosteiro de Rila. Atualmente é conhecido como o padroeiro da Bulgária e é um dos mais importantes santos da Igreja Ortodoxa daquele país. A Igreja Católica Apostólica Romana também o reconhece e venera.

## Vida
Originalmente um herdeiro, João de Rila ordenou-se sacerdote aos 25 anos e depois se dedicou ao isolamento pelo resto de sua vida no Mosteiro de Rila, onde rezava e se privava da vida quotidiana. Todo sacrifício era válido, Rilski costumava se retirar dentro de cavernas frias e escuras. 
A Santo Ivan de Rila, nome com que também é conhecido, são atribuídos muitos milagres e atos de caridade, tornando-o popular em sua terra natal. Avesso à popularidade, evitava contato com os fiéis. 
A Capela São João de Rila construída em 2003 na base São Clemente de Ohrid na Ilha Livingstone é o primeiro edifício Ortodoxo na Antártida, e uma das oito casa de orações nesse continente. 

## O culto ao santo
São João de Rila é considerado o principal padroeiro da Bulgária.  Ele é venerado não só na Bulgária como também no exterior. O Mosteiro de Rila, foi reconhecido pela UNESCO como um dos mais importantes monumentos arquitetônicos, culturais e históricos do mundo. 
Ao santo são dedicados muitos templos, como a paróquia "St. Ivan of Rila", em Chicago (Estados Unidos da América) e a capela "São João de Rila" na rua do Sacramento à Lapa em Lisboa, Portugal.